# UCI ProTour 2009
Navigation
saison précédente saison suivante
L'UCI ProTour 2009 est la cinquième édition de l'UCI ProTour.
Les épreuves UCI ProTour forment l’une des deux classes constitutives du Calendrier mondial UCI. La deuxième est composée par les courses historiques. On retrouve au sein de la classe UCI ProTour aussi bien des épreuves émergentes que des courses plus traditionnelles.
Comme en 2008, les courses organisées par les trois organisateurs de Grand Tour ne font pas partie du ProTour. Plutôt que d'un classement basé uniquement sur le ProTour, l'UCI a conçu un calendrier mondial, sur lequel les cinq Monuments et les Grands Tours sont inclus. Cette édition ne possèdera donc pas de classement propre, mais ses courses sont inclus dans le Calendrier mondial UCI 2009. 
La première course a été le Tour Down Under 2009, organisé en janvier. Le ProTour se termine avec l'Eneco Tour au mois d'août.

## Équipes participants aux épreuves

### Équipes ProTour
L'Union cycliste internationale a enregistré les demandes de 18 équipes souhaitant participer au ProTour 2009. 16 d'entre elles possèdent déjà une licence. La commission des licences de l'UCI se prononcera ultérieurement sur les demandes de licence des équipes BBox Bouygues Telecom et Euskaltel-Euskadi.
Les équipes Crédit agricole et Gerolsteiner ayant disparu à l'issue de la saison 2008, les places vacantes sont attribuées aux formations Katusha et Garmin-Slipstream. L'équipe CSC Saxo Bank devient Saxo Bank et Scott-American Beef (ancienne Saunier Duval-Prodir et Saunier Duval-Scott) devient Fuji-Servetto.
| UCI ProTeams en 2009  | UCI ProTeams en 2009 | UCI ProTeams en 2009 |
| Nom de l'équipe       | Pays                 | Code                 |
| --------------------- | -------------------- | -------------------- |
| AG2R La Mondiale      | France               | ALM                  |
| Astana                | Kazakhstan           | AST                  |
| BBox Bouygues Telecom | France               | BBO                  |
| Caisse d'Épargne      | Espagne              | GCE                  |
| Cofidis               | France               | COF                  |
| Columbia-HTC          | États-Unis           | THR                  |
| Euskaltel-Euskadi     | Espagne              | EUS                  |
| Fuji-Servetto         | Espagne              | FUJ                  |
| Garmin-Slipstream     | États-Unis           | GRM                  |
| Katusha               | Russie               | KAT                  |
| La Française des jeux | France               | FDJ                  |
| Lampre-NGC            | Italie               | LAM                  |
| Liquigas              | Italie               | LIQ                  |
| Milram                | Allemagne            | MRM                  |
| Quick Step            | Belgique             | QST                  |
| Rabobank              | Pays-Bas             | RAB                  |
| Saxo Bank             | Danemark             | SAX                  |
| Silence-Lotto         | Belgique             | SIL                  |

### Wild card
13 des 20 équipes continentales professionnelles se sont vu attribuer le label wild card par l'UCI : Andalucia Cajasur, Barloworld, BMC Racing, Ceramica Flaminia-Bossini Docce, Cervélo Test, Contentpolis-Ampo, ISD-Neri, Landbouwkrediet-Colnago, Serramenti PVC Diquigiovanni-Androni Giocattoli, Skil-Shimano, Topsport Vlaanderen-Mercator, Vacansoleil et Vorarlberg-Corratec.

## Calendrier
| Date           | Nom de l'épreuve             | Pays                 | Vainqueur            | Équipe             | Leader du Classement mondial |
| -------------- | ---------------------------- | -------------------- | -------------------- | ------------------ | ---------------------------- |
| 20-25 janvier  | Tour Down Under              | Australie            | Allan Davis          | Quick Step         | Allan Davis                  |
| 5 avril        | Tour des Flandres            | Belgique             | Stijn Devolder       | Quick Step         | Allan Davis                  |
| 8 avril        | Gand-Wevelgem                | Belgique             | Edvald Boasson Hagen | Columbia-High Road | Allan Davis                  |
| 6-11 avril     | Tour du Pays basque          | Espagne              | Alberto Contador     | Astana             | Alberto Contador             |
| 19 avril       | Amstel Gold Race             | Pays-Bas             | Sergueï Ivanov       | Katusha            | Heinrich Haussler            |
| 28 avril-5 mai | Tour de Romandie             | Suisse               | Roman Kreuziger      | Liquigas           | Heinrich Haussler            |
| 18-24 mai      | Tour de Catalogne            | Espagne              | Alejandro Valverde   | Caisse d'Épargne   | Heinrich Haussler            |
| 7-14 juin      | Critérium du Dauphiné libéré | France               | Alejandro Valverde   | Caisse d'Épargne   | Alejandro Valverde           |
| 13-21 juin     | Tour de Suisse               | Suisse               | Fabian Cancellara    | Saxo Bank          | Alejandro Valverde           |
| 1er août       | Classique de Saint-Sébastien | Espagne              | Roman Kreuziger      | Liquigas           | Alberto Contador             |
| 2-8 août       | Tour de Pologne              | Pologne              | Alessandro Ballan    | Lampre-NGC         | Alberto Contador             |
| 16 août        | Vattenfall Cyclassics        | Allemagne            | Tyler Farrar         | Garmin-Slipstream  | Alberto Contador             |
| 23 août        | GP Ouest France de Plouay    | France               | Simon Gerrans        | Cervélo Test       | Alberto Contador             |
| 18-25 août     | Eneco Tour                   | Belgique et Pays-Bas | Edvald Boasson Hagen | Columbia-HTC       | Alberto Contador             |

## Victoires sur le ProTour
|    | Coureur              | Pays | Vict. |
| 1. | Edvald Boasson Hagen |      | 6     |
| 2. | Allan Davis          |      | 4     |
|    | Tyler Farrar         |      | 4     |
| 4. | Fabian Cancellara    |      | 3     |
|    | Alberto Contador     |      | 3     |
|    | Roman Kreuziger      |      | 3     |
|    | Alejandro Valverde   |      | 3     |
| 8. | Michael Albasini     |      | 2     |
|    | Alessandro Ballan    |      | 2     |
|    | Matti Breschel       |      | 2     |
|    | Mark Cavendish       |      | 2     |
|    | Óscar Freire         |      | 2     |
|    | Angelo Furlan        |      | 2     |
|    | André Greipel        |      | 2     |
|    | Thor Hushovd         |      | 2     |

|     | Équipe                | Pays | Vict. |
| 1.  | Columbia-HTC          |      | 20    |
| 2.  | Quick Step            |      | 7     |
| 3.  | Liquigas              |      | 6     |
|     | Saxo Bank             |      | 6     |
| 5.  | Caisse d'Épargne      |      | 4     |
|     | Garmin-Slipstream     |      | 4     |
|     | Lampre-NGC            |      | 4     |
|     | Rabobank              |      | 4     |
| 9.  | Astana                |      | 3     |
| 10. | BBox Bouygues Telecom |      | 2     |
|     | Katusha               |      | 2     |
| 12. | Cofidis               |      | 1     |
|     | Fuji-Servetto         |      | 1     |
|     | Silence-Lotto         |      | 1     |
|     | Milram                |      | 1     |

| Pos. | Pays       | Vict. |
| 1.   | Espagne    | 11    |
| 2.   | Norvège    | 8     |
| 3.   | Australie  | 7     |
|      | Italie     | 7     |
| 5.   | États-Unis | 5     |
|      | Suisse     | 5     |
| 7.   | Australie  | 4     |
|      | Tchéquie   | 4     |
| 9.   | Danemark   | 3     |
|      | France     | 3     |
|      | Russie     | 3     |